# Francisca Gallegos Jara
Ana Francisca Gallegos Jara (Riobamba, Ecuador, 4 de diciembre de 1984) es una socióloga y política chilena, militante del Frente Amplio (FA). Desde el 16 de agosto de 2023 se desempeña como subsecretaria de Servicios Sociales de su país, bajo el gobierno del presidente Gabriel Boric. 

## Reseña biográfica
Nació el 4 de diciembre de 1984 en la ciudad de Riobamba, Ecuador. De padre ecuatoriano y madre chilena, en 1991 llega a Santiago de Chile. En el 2007 termina la carrera de Sociología en la Universidad Alberto Hurtado, y entre 2017 y 2018 cursa un Magíster en Sociología en la misma universidad. Actualmente, es candidata a Doctora en Sociología. 

## Trayectoria académica
Entre 2012 y 2015 se desempeñó como directora del Observatorio Social de la Universidad Alberto Hurtado, institución especializada en investigación y desarrollo de políticas públicas, donde lideró el desarrollo de la agenda investigativa de pobreza multidimensional. 
También fue consultora internacional en el Banco Interamericano de Desarrollo hasta 2017, encargada de la evaluación de calidad de datos, ajustes estadísticos y análisis econométricos del proyecto de Consolidación de la Encuesta Longitudinal de Protección Social (ELPS).  
Entre 2021 y 2022 fue académica adjunta de Escuela Ciencias de la Familia de la Universidad Finis Terrae, donde ha impartió los cursos Debates actuales sobre familia y sociedad; Familia y cambio sociocultural y Políticas públicas y familia.
El 11 de marzo de 2022 ingresa al Ministerio de Desarrollo Social y Familia como Jefa de División de Promoción y Protección Social de la Subsecretaría de Servicios Sociales de Chile. 

## Carrera política
Fue dirigenta estudiantil y en 2004 ingresa al directorio de la Federación de Estudiantes de la Universidad Alberto Hurtado. En 2006, es electa presidenta del Centro de Estudiantes de Sociología de la misma universidad.  
Entre 2008 y 2014, milita en el Movimiento Nueva Izquierda, y en 2017 comienza su militancia en el partido Revolución Democrática, el cual en 2024 se fusionó con otros partidos para conformar el Frente Amplio. El 2021 fue Coordinadora Nacional de Contenidos del partido, y en el 2021 formó parte del equipo político de la campaña del presidente Gabriel Boric durante su candidatura.
El 16 de agosto de 2023 es nombrada Subsecretaria de Servicios Sociales por el presidente de la República, Gabriel Boric, relevando en este cargo a Francisca Perales, quien en la ocasión fue nombrada subsecretaria de Desarrollo Regional y Administrativo. En este cargo, ha tenido la responsabilidad de implementar el Sistema Nacional de Apoyos y Cuidados, así como abodar políticas públicas en materias como personas en situación de calle, superación de la pobreza, envejecimiento activo, discapacidad y pueblos indígenas.  